# El Correo de la Moda
El Correo de la Moda (1851-1893) fue una revista española dirigida mayoritariamente al público femenino de la segunda mitad del siglo XIX. Fue la revista del siglo XIX con mayor número de textos escritos por mujeres.

## Historia
Fue fundada el uno de noviembre de 1851, publicándose con este título hasta diciembre de 1852. En enero de 1853, se fundió con la revista del mismo carácter Álbum de señoritas, fundada en 1852. Su cabecera fue la fusión de ambas: El Correo de la Moda, Álbum de Señoritas.
El primer número de El Correo de la Moda, salió con el subtítulo de "Periódico del bello sexo. Modas, Literatura, Bellas Artes, Teatros". Tenía una periodicidad quincenal y se distribuía en fascículos de 16 páginas. Con el primer número de cada mes se entregaba un figurín en color de Le Moniteur des Modes (París), pliegos de dibujos para bordados, partituras de música y, al comienzo de cada temporada, patrones de tamaño natural. Su precio era de 6 reales la suscripción mensual.
En 1857 pasó a ser una revista esencialmente literaria, dedicada al entretenimiento y la instrucción de la mujer. En esta etapa colaboraron Carolina Coronado, Antonio de Trueba y Antonio Arnao entre otros.
En 1860 Gustavo Adolfo Bécquer publicó la Rima XV con el título  Tú y yo. Melodía, que fue suprimido en su manuscrito Libro de los gorriones.
En 1866 absorbió a La Educanda, revista dedicada eminentemente a la enseñanza primaria.
A partir de 1867 estuvo bajo la dirección de Ángela Grassi y, tras su fallecimiento en 1884, fue asumida por Joaquina Balmaseda, colaboradora habitual. Bajo la dirección de Ángela Grassi, sus secciones estaban dedicadas a la moda y labores, con figurines iluminados; a la instrucción social, moral, religiosa e histórica, con especial atención a la biografía de mujeres célebres. También había espacio para relatos y poemas de Grassi y de escritoras como Faustina Sáez de Melgar, Ángela Mazzini y Joaquina Balmaseda entre otras. Colaboradora habitual fue también Sofía Tartilán.
Bajo la dirección de Balmaseda aumentaron las secciones dedicadas a labores e indumentaria femenina, en detrimento de las literarias. Y se publicaron escritos feministas de intelectuales como Rosario de Acuña, Concepción Gimeno de Flaquer o Blanca de los Ríos.
Siguió publicándose hasta el 26 de diciembre de 1893  coincidiendo con el fallecimiento del que había sido su último propietario, el editor Juan Muñoz Sánchez.